# Ингибитор циклин-зависимой киназы

Схема ингибирования комплекса циклин A-Cdk2
с участием ингибитора p27 из семейства Cip/Kip. Аминоконцевая часть белка p27 взаимодействует с гидрофобным участком циклина. Карбоксиконцевая часть p27 взаимодействует с циклин-зависимой киназой, при этом блокируется АТФ-связующая область каталитического участка Cdk2.

Ингиби́тор цикли́н-зави́симой кина́зы (англ. Cdk inhibitor protein, CKI, CDI, CDKI) — белок, блокирующий активность циклин-зависимой киназы отдельно или циклин-зависимой киназы в комплексе с циклином. Обычно сдерживающая активность CKI приурочена к фазе G1 клеточного цикла. К тому же, активация CKI может происходить в ответ на повреждения ДНК или может быть вызвана внеклеточными ингибирующими сигналами.
Большинство эукариотических организмов обладают ингибиторами циклин-зависимых киназ. В животных клетках выделяют два семейства CKI: Cip/Kip и INK4. Ингибиторы семейства Cip/Kip блокируют циклин-зависимую киназу в комплексе с циклином, а ингибиторы семейства INK4 блокируют отдельные циклин-зависимые киназы Cdk4 и Cdk6.

## Строение и классификация
Большинство эукариот обладают ингибиторами циклин-зависимых киназ. При этом структурно ингибиторы CKI различаются для представителей разных таксонов. Ингибиторы циклин-зависимых киназ у животных подразделяются на два семейства на основе структурных и функциональных особенностей: Cip/Kip (англ. CDK interacting protein/kinase inhibitor protein — «белок, взаимодействующий с Cdk»/«белок, ингибирующий киназу») и INK4 (англ. inhibitor of kinase 4 — «ингибитор киназы 4»).
| Вид             | Название    | Альтернативное название | Гомологи | Функции                                                      |
| --------------- | ----------- | ----------------------- | -------- | ------------------------------------------------------------ |
| S. cerevisiae   | Sic1        |                         | Rum1     | Ингибирует S-Cdk и M-Cdk, блокирует активность Cdk в G1-фазе |
| S. cerevisiae   | Far1        |                         |          | Ингибирует G1/S-Cdk в ответ на феромоны спаривиния           |
| S. pombe        | Rum1        |                         | Sic1     | Ингибирует S-Cdk и M-Cdk, блокирует активность Cdk в G1-фазе |
| D. melanogaster | Roughex/Rux |                         |          | Ингибирует S-Cdk и M-Cdk, блокирует активность Cdk в G1-фазе |
| D. melanogaster | Decapo/Dap  |                         | Cip/Kip  | Ингибирует G1/S-Cdk, блокирует активность Cdk в G1-фазе      |
| X. leavis       | Xic1        | Kix1                    | Cip/Kip  | Ингибирует G1/S-Cdk и S-Cdk                                  |
| H. sapiens      | p21         | Cip1/Waf1               | Cip/Kip  | Ингибирует G1/S-Cdk и S-Cdk, активирует циклин D-Cdk4        |
| H. sapiens      | p27         | Kip1                    | Cip/Kip  | Ингибирует G1/S-Cdk и S-Cdk, активирует циклин D-Cdk4        |
| H. sapiens      | p57         | Kip2                    | Cip/Kip  | Ингибирует G1/S-Cdk и S-Cdk, активирует циклин D-Cdk4        |
| H. sapiens      | p15INK4b    |                         | INK4     | Ингибирует Cdk4 и Cdk6                                       |
| H. sapiens      | p16INK4a    |                         | INK4     | Ингибирует Cdk4 и Cdk6                                       |
| H. sapiens      | p18INK4c    |                         | INK4     | Ингибирует Cdk4 и Cdk6                                       |
| H. sapiens      | p19INK4d    |                         | INK4     | Ингибирует Cdk4 и Cdk6                                       |

## Функции

Схема ингибирования Cdk6 с участием INK4. Белок INK4 соединяется с циклин-зависимой киназой Cdk6 и смещает аминоконцевую долю киназы примерно на 15° относительно оси вращения. В итоге, деформируется каталитическая область Cdk6, а также снижается способность циклин-зависимой киназы к связыванию циклина.

На протяжении фазы G1 в растущей клетке блокируется активность циклин-зависимых киназ (англ. Cdk) до момента вступления клетки в очередной клеточный цикл. Сдерживание активности Cdk обеспечивается тремя контрольными механизмами. Во-первых, снижением экспрессии генов циклинов. Во-вторых, увеличением степени деградации циклинов. Наконец, к третьему типу сдерживания активности Cdk относятся ингибиторы CKI. Помимо обеспечения стабильного роста клетки в фазе G1 ингибиторы циклин-зависимых киназ участвуют в аресте клеточного цикла на стадии G1 в ответ на неблагоприятные внешние условия. К тому же события клеточного цикла могут блокироваться с участием CKI при повреждениях ДНК.
Ингибиторы циклин-зависимых киназ: Sic1 у почкующихся дрожжей, Rum1 у делящихся дрожжей и Rux у Drosophila — несмотря на структурные различия обладают как минимум тремя сходными функциональными особенностями. Во-первых, основными мишенями данных CKI являются митотические циклин-киназы (англ. M-Cdk) и циклин-киназы синтетической фазы клеточного цикла (англ. S-Cdk). В то же время указанные ингибиторы CKI не могут блокировать циклин-зависимые киназы, обеспечивающие переход клетки из фазы G1 в S-фазу (англ. G1/S-Cdk). Наконец, третьей характерной особенностью всех перечисленных ингибиторов CKI является способ их деактивации. Все они разрушаются после фосфорилирования со стороны активных циклин-зависимых киназ.
В животных клетках ингибиторы циклин-зависимых киназ разделяются на два основных семейства: Cip/Kip и INK4. Ингибиторы семейства INK4 блокируют циклин-зависимые киназы Cdk4 и Cdk6 регулирующие G1-фазу клеточного цикла. Ингибиторы семейства Cip/Kip блокируют циклин-зависимую киназу в комплексе с циклином. К основным субстратам Cip/Kip-ингибиторов относятся циклин-киназные комплексы G1/S-Cdk и S-Cdk, отвечающие, соответственно, за G1/S-переход и вступление в S-фазу.